# Carrobbio
Il Carrobbio (el Carròbi in dialetto milanese), indicato anche col termine oggi desueto di Corrivio, è un largo di Milano le cui origini risalgono all'epoca romana. È posto indicativamente alla confluenza fra via Torino, corso di Porta Ticinese, via San Vito, via Cesare Correnti e via del Torchio, nella zona centrale della città.

## Storia

Forma urbis di Mediolanum
L'antica Milano romana (Mediolanum) sovrapposta alla Milano moderna. Il rettangolo più chiaro al centro, leggermente sulla destra, rappresenta la moderna piazza del Duomo, mentre il moderno Castello Sforzesco si trova in alto a sinistra, appena fuori dal tracciato delle mura romane di Milano.

In origine il termine "carrobbio", derivato dal latino quadrivium ("incrocio di quattro vie"), indicava, specialmente nell'area lombarda, un generico incrocio delle città romane su cui convergevano quattro strade a formare uno slargo. 
Il "carrobbio" giunto sino a noi nella moderna toponomastica stradale di Milano è il Quadrivium Portae Ticinensis, importante incrocio dell'antica Mediolanum (nome latino dell'odierna Milano). Tra le vie romane che convergevano verso il Quadrivium Portae Ticinensis c'era il cardo. 
In epoca romana, a Mediolanum, esistevano altri carrobbi, come il Quadrivium Portae Novae, citato anche dal Manzoni:
(Alessandro Manzoni, I Promessi Sposi, cap. XXXIV)
Con il tempo il toponimo iniziò ad essere usato nella città di Milano solo per il Quadrivium Portae Ticinensis, che era quello più importante e che è poi giunto sino a noi: all'epoca questo carrobbio rivestiva una grande rilevanza viabilistica, visto che era il quadrivio di Porta Ticinese romana, ovvero dell'antica Porta Pretoria dell'originario castrum romano che diede poi origine al centro abitato dell'antica Mediolanum. 
In particolare, l'origine dell'odierno largo del Carrobbio risale ai tempi della Repubblica romana, quindi agli albori della storia di questa civiltà: il moderno slargo ha poi mantenuto l'urbanistica originale non venendo mai modificato, da un punto di vista viabilistico, dalle demolizioni e dalle modifiche all'urbanistica avvenute nel corso dei secoli in altre parti della città.
Dopo l'assedio di Milano del 1162, che fu opera di Federico Barbarossa, le mura romane di Milano furono abbattute assieme alle relative porte, eccezion fatto per una delle torri di Porta Ticinese romana, chiamata poi "Torraccia" o "Torre dei Malsani", visibile ancora oggi nel cortile di uno dei palazzi dell'area del Carrobbio. 
Sui resti archeologici delle mura romane di Milano lo scrittore Massimo Fabi riporta quanto segue:
(Massimo Fabi, Nuovissima guida artistica, monumentale e scientifica di Milano, 1860 circa)

Largo Carrobbio per via Torino all'inizio del XX secolo

Negli anni della Controriforma nello slargo del Carrobbio fu eretta la croce di San Maderno, intervento voluto da San Carlo Borromeo durante la peste al fine di creare degli altari sparsi per la città dove celebrare messe visibili ai malati dalle finestre delle case, in modo da evitare grandi assembramenti di persone che avrebbero diffuso ancora di più la peste.